# Geschlossener Jugendwerkhof Torgau

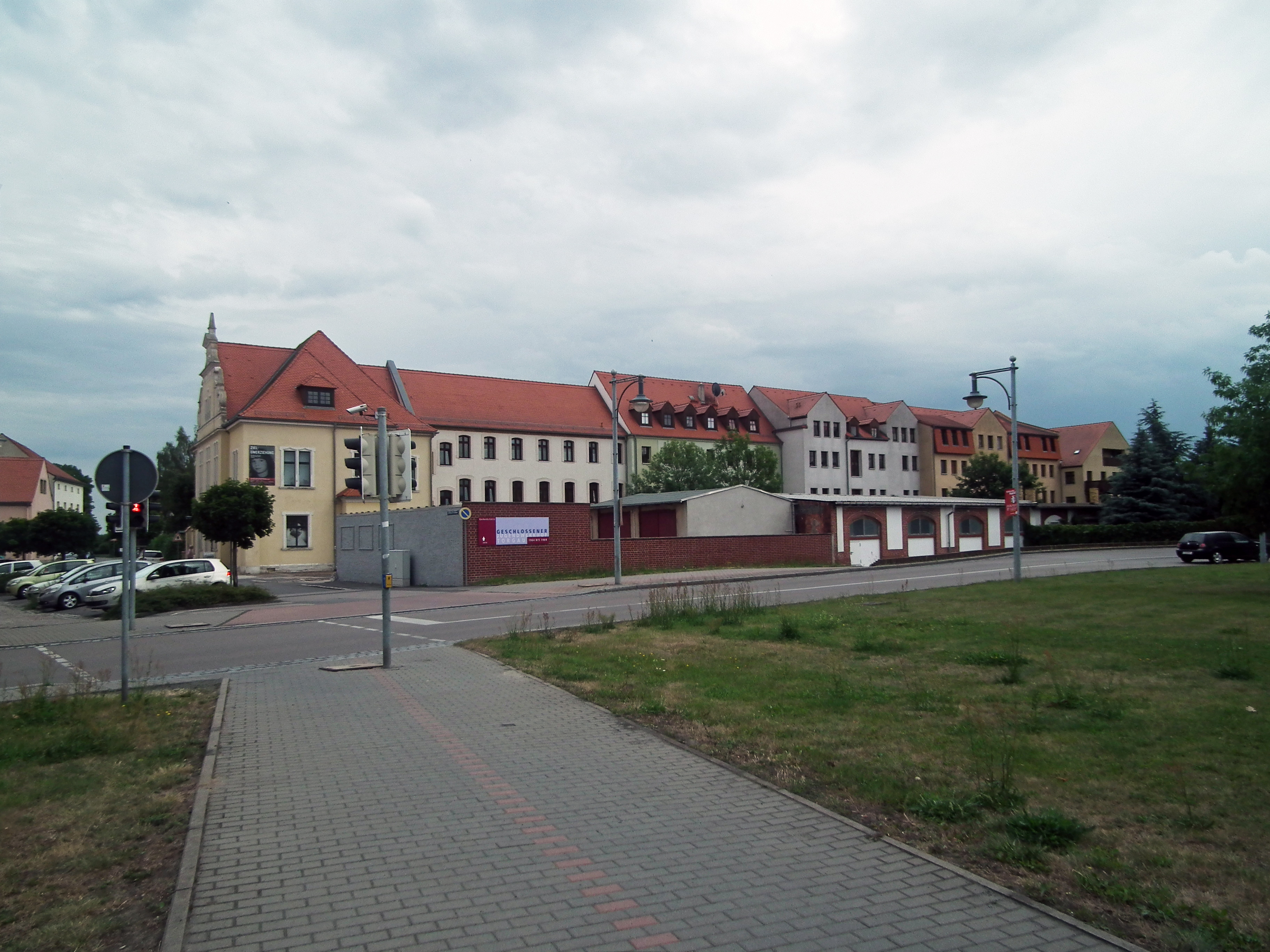
Gebäudekomplex des Geschlossenen Jugendwerkhofs Torgau (2012)

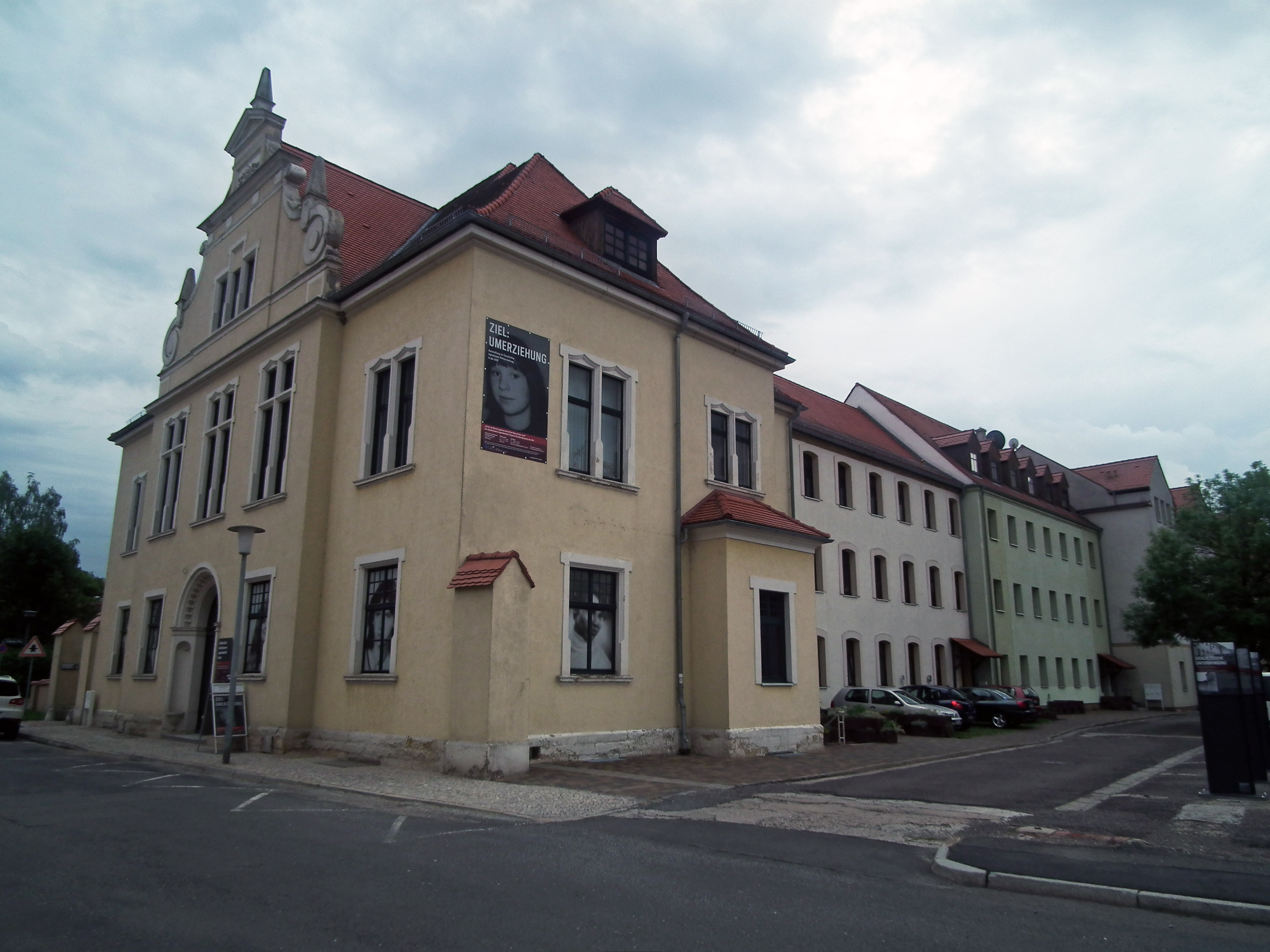
Verwaltungsgebäude, heute Gedenkstätte

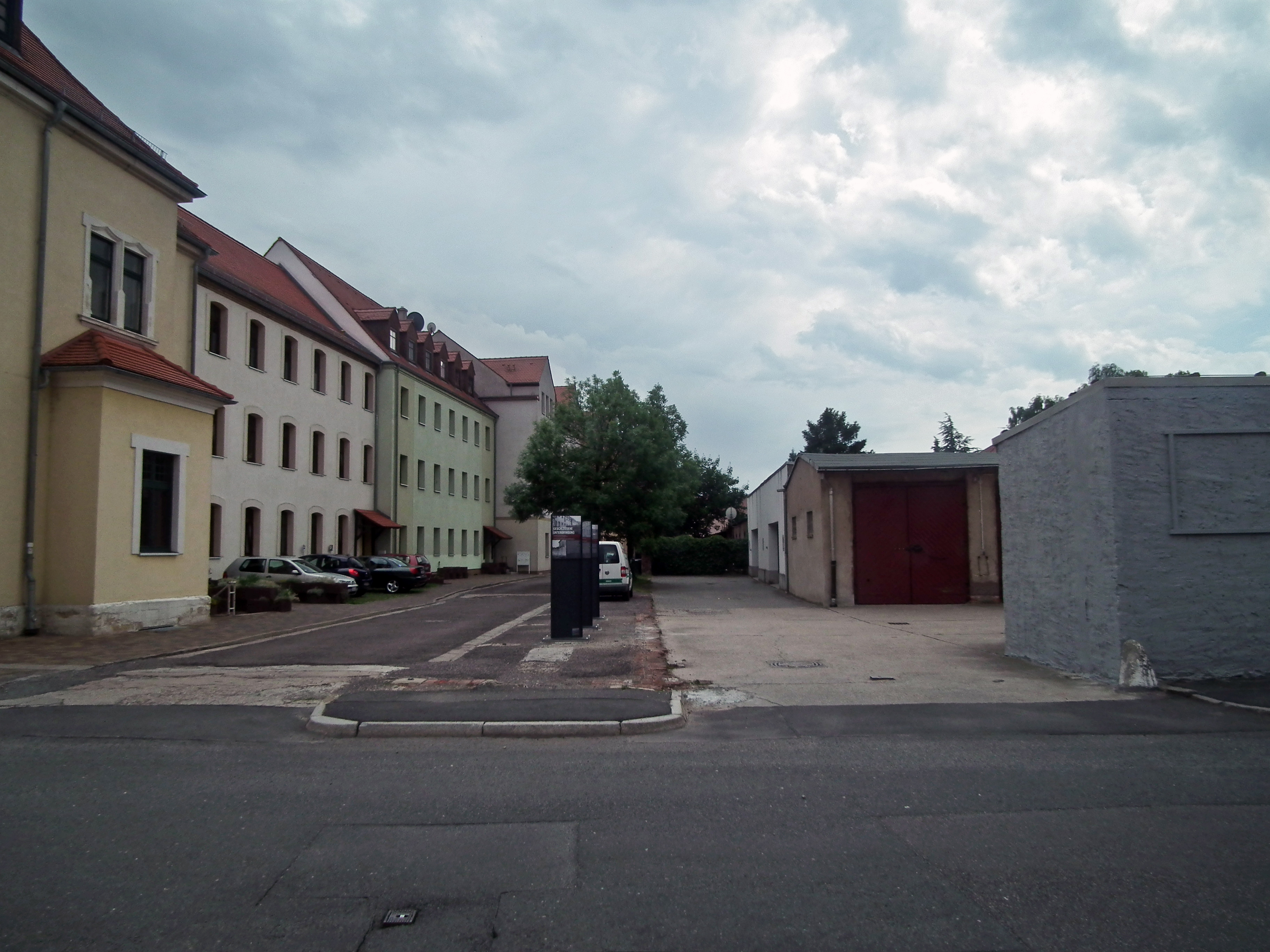
Schleusenbereich mit Erinnerungsstelen und Zellentrakt

Der Geschlossene Jugendwerkhof Torgau (GJWH) war eine Disziplinareinrichtung im System der Spezialheime der Jugendhilfe in der DDR. Er unterstand direkt dem Ministerium für Volksbildung. Leiter der Anstalt in Torgau waren von 1964 bis 1968 Günther Lehmann und von 1968 bis 1989 Horst Kretzschmar.
In den geschlossenen Jugendwerkhof wurden laut Anordnung vom 22. April 1965 Insassen von Jugendwerkhöfen und Spezialkinderheimen im Alter von 14 bis 20 Jahren eingewiesen, welche die Heimordnung „vorsätzlich schwerwiegend und wiederholt verletzen“.

## Geschichte
Der GJWH Torgau wurde am 1. Mai 1964 eröffnet, wobei weitgehend die Einrichtung des vormaligen Jugendgefängnisses übernommen wurde. Der Gebäudekomplex war von ca. fünf Meter hohen Mauern umgeben, die zusätzlich mit Stacheldraht und Glasscherben gesichert waren. Einer der beiden Höfe war mit einer Sturmbahn ausgestattet. In den Gebäuden befanden sich vergitterte Aufenthalts- und Schlafräume, Produktionsstätten sowie Arrest- und Dunkelzellen.
Die Aufgabe des GJWH bestand darin, die Bereitschaft der Insassen zu erzeugen, sich widerspruchslos allen zukünftigen Maßnahmen der Umerziehung unterzuordnen. Der ehemalige Leiter Horst Kretzschmar beschrieb dies als „Anbahnung der Umerziehungsbereitschaft“. Militärischer Drill, ein rigides Strafsystem, monotone körperliche Arbeit und ideologische Schulung sollten denjenigen Jugendlichen, die in den Spezialheimen durch mehrfache Ausbrüche oder Widerstand gegen die dortige Umerziehung aufgefallen waren, den Willen zu jeder Widersetzlichkeit nehmen. Infolge der unerträglichen Lebensverhältnisse, gezielten Demütigungen und körperlichen Misshandlungen kam es zu einer Reihe von Selbstmorden und Selbstverstümmelungen, deren Anzahl bis heute nicht endgültig festgestellt werden konnte. Den letzten vollzogenen Suizid registrierte die Staatssicherheit am 29. April 1988. Bis zur Schließung am 17. November 1989 durchliefen mehr als 4000 Jugendliche die Anstalt, die jeweils 40 männliche und 20 weibliche Insassen aufnehmen konnte.
Torgau galt als einziger geschlossener Jugendwerkhof der DDR.
Verantwortlich für den Aufbau des Jugendwerkhofs war Eberhard Mannschatz, in einem Raum der Gedenkstätte hängt sein Porträt zusammen mit denen der anderen Verantwortlichen: Heimleiter und Margot Honecker.

## Historische und juristische Aufarbeitung
Im ehemaligen Verwaltungsgebäude des GJWH befindet sich heute die Gedenkstätte Geschlossener Jugendwerkhof Torgau. Der Gefängnistrakt wurde zu einer Wohnanlage umgestaltet. Eine Dauerausstellung in den unteren Räumen der Gedenkstätte zeigt anhand von Dokumenten und Zeitzeugenberichten den Alltag im GJWH. Sie weist darüber hinaus auf die Geschichte der repressiven Heimerziehung in der Deutschen Demokratischen Republik sowie in ganz Europa hin. Zu den Aufgaben der Gedenkstätte gehört es weiterhin, einen breiten Austausch zwischen den Betroffenen zu ermöglichen, unter denen viele an posttraumatischen Belastungsstörungen, körperlichen und seelischen Schädigungen leiden. Getragen wird die Arbeit durch die 1996 gegründete Initiativgruppe Geschlossener Jugendwerkhof Torgau e. V. Der Verein finanziert sie durch jährlich neu zu beantragende Projektmittel vorwiegend des Landes Sachsen und des Beauftragten für Kultur und Medien der Bundesregierung.
Obwohl bereits einige Untersuchungen vorliegen (vgl. Literatur), ist die wissenschaftliche Erforschung des GJWH Torgau noch nicht abgeschlossen.
Im Dezember 2004 erklärte das Kammergericht Berlin, dass die Einlieferung in den GJWH Torgau grundsätzlich rechtsstaatswidrig war. Grundlage dafür waren die haftähnlichen Bedingungen in der Anstalt, denen aber keine rechtskräftige Verurteilung der Eingewiesenen vorausging. Ehemalige Insassen haben daher Anspruch auf Entschädigung. Zuvor müssen sie sich vom zuständigen Landgericht strafrechtlich rehabilitieren lassen.
Laut der Psychologin Beate Mitzscherlich, die Kinderheime und Werkhöfe untersuchte, war sexueller Missbrauch ein „normaler Teil der Heimerziehung“. Der Heimleiter und ein Wächter vergingen sich regelmäßig an den Mädchen.
Die Arbeit der Initiativgruppe Geschlossener Jugendwerkhof Torgau e. V. wurde 2015 von Bundespräsident Joachim Gauck durch die Verleihung des Bundesverdienstkreuzes an die Vorsitzende, Gabriele Beyler, und ihre Stellvertreterin, Bettina Klein, gewürdigt.